# Lista de países da América do Sul por população
Esta é uma lista dos países da América do Sul por ordem de quantidade de população.
| #  | País      | População 2025 | População 2025 | Estimativas 2019 | Estimativas 2019 | Notas       |
| #  | País      | Habitantes     | Ano            | Habitantes       | Ano              | Notas       |
| -- | --------- | -------------- | -------------- | ---------------- | ---------------- | ----------- |
| 1  | Brasil    | 212.812.405    | 2025           | 210.147.125      | 2019             | [ 1 ] [ 2 ] |
| 2  | Colômbia  | 53.425.635     | 2025           | 51.049.498       | 2019             | [ 3 ]       |
| 3  | Argentina | 45.851.377     | 2025           | 44.938.712       | 2019             | [ 3 ]       |
| 4  | Peru      | 34.576.665     | 2025           | 32.495.510       | 2019             | [ 3 ]       |
| 5  | Venezuela | 28.516.896     | 2025           | 28.435.943       | 2019             | [ 3 ]       |
| 6  | Chile     | 19.859.921     | 2025           | 19.107.216       | 2019             | [ 3 ]       |
| 7  | Equador   | 18.289.896     | 2025           | 17.373.662       | 2019             | [ 3 ]       |
| 8  | Bolívia   | 12.581.842     | 2025           | 11.513.100       | 2019             | [ 3 ]       |
| 9  | Paraguai  | 7.013.077      | 2025           | 7.152.703        | 2019             | [ 3 ]       |
| 10 | Uruguai   | 3.384.688      | 2025           | 3.461.734        | 2019             | [ 3 ]       |
| 11 | Guiana    | 835.985        | 2025           | 786.508          | 2019             | [ 3 ]       |
| 12 | Suriname  | 639.850        | 2025           | 581.372          | 2019             | [ 3 ]       |

América do Sul

Na América do Sul, a população total é de 437.789.237 habitantes em 2025, conforme projeções baseadas em dados da ONU e outras fontes. A Guiana Francesa (território ultramarino da França) e as Ilhas Falkland (território britânico) não são consideradas países soberanos da América do Sul e, portanto, não estão incluídas.

### Brasil
O Censo 2024 do IBGE registra uma população de 212.583.750 habitantes. A projeção para 2025 do PopulationPyramid.net indica 212.812.405 habitantes, um aumento de 228.655 pessoas.